# Attention délires !
Pour plus de détails, voir Fiche technique et Distribution.
Attention délires ! (The Wild Life) est un film américain réalisé par Art Linson, sorti en 1984.

## Synopsis
L'intrigue tourne autour de trois adolescents vivant dans la banlieue de Los Angeles. Bill (Eric Stoltz) vient d'obtenir son diplôme de lycée et son premier appartement. Son frère cadet Jim (Ilan Mitchell-Smith), qui est obsédé par le Vietnam et la guerre qui y fait rage, passe beaucoup de temps à s'entraîner avec son Nunchaku, à écouter du heavy metal sur son boombox et à fréquenter le vétérinaire vietnamien Charlie (Randy Quaid). Parmi les autres personnages importants figurent Tom (Chris Penn), champion hédoniste de la lutte au lycée qui travaille avec Bill dans un bowling, Harry (Rick Moranis), directeur du magasin à la mode, Anita (Lea Thompson), l'ex-petite amie de Bill qui travaille à un magasin de beignets et Eileen (Jenny Wright), l'amie d'Anita et la petite amie de Tommy qui travaille au grand magasin avec Harry. Anita a une aventure avec un flic nommé David (Hart Bochner) qui, sans qu'elle le sache, est marié à une belle blonde (Nancy Wilson). Les trois garçons sont partis pour une soirée de divertissement et de folie dans un bar de stripteases puis, plus tard, font la fête à l'appartement de Bill.

## Fiche technique
- Titre français : Attention délires !
- Titre original : The Wild Life
- Réalisation : Art Linson
- Scénario : Cameron Crowe
- Musique : Alain Johannes & Edward Van Halen
- Photographie : James Glennon
- Montage : Michael Jablow
- Production : Cameron Crowe & Art Linson
- Société de production et de distribution : Universal Pictures
- Pays de production :  États-Unis
- Langue : Anglais
- Format : Couleur - Dolby - 35 mm - 1.85:1
- Genre : Comédie dramatique
- Durée : 97 min
- Date de sortie : 28 septembre 1984

## Distribution
- Eric Stoltz : Bill Conrad
- Chris Penn : Tom Drake
- Ilan Mitchell-Smith : Jim Conrad
- Jenny Wright : Eileen
- Lea Thompson : Anita
- Brin Berliner : Tony
- Rick Moranis : Harry
- Hart Bochner : David Curtiss
- Susan Rinell : Donna
- Cari Anne Warder : Julie
- Robert Ridgely : Craig Davis
- Jack Kehoe : M. Parker
- Michael Bowen : Vince
- Ángel Salazar : Benny
- Hildy Brooks : Mme Conrad
- Randy Quaid : Charlie
- Ben Stein : Le vendeur du surplus de l'armée
- Nancy Wilson : Madame Curtiss, l'épouse de David.
- Danny Tucker : Policier #1
- Cameron Crowe : Policier #2
- Ronnie Wood : Le déménageur de frigos
- Ashley St. John : Stripteaseuse #1
- Kitten Natividad : Stripteaseuse # 2
- Leo Penn : Mr. Drake
- Sherilyn Fenn : Penny Harlin

## Anecdote
- Lea Thompson et Chris Penn s'étaient déjà côtoyés dans le film L'Esprit d'équipe sorti un an auparavant.